# Naomi Folkard
Naomi Folkard, britanska lokostrelka, * 18. september 1983.
Sodelovala je na lokostrelskem delu poletnih olimpijskih igrah leta 2004, kjer je osvojila 11. mesto v individualni in 12. mesto v ekipni konkurenci.